# Matsumoto Yamaga Football Club
Il Matsumoto Yamaga Football Club (松本山雅FC?, Matsumoto Yamaga Efushī), meglio noto come Matsumoto Yamaga FC, è una società calcistica giapponese con sede nella città di Matsumoto. Milita nella J3 League, la terza divisione del campionato giapponese.
La squadra è soprannominata Ptarmigans (ターミガンズ?, Tāmiganzu), o in breve Gans (ガンズ?, Ganzu), dal nome inglese della pernice bianca, uccello caratteristico della Prefettura di Nagano.

## Storia
Il club fu fondato nel 1965 dai calciatori rappresentanti la Prefettura di Nagano che frequentavano il caffè Yamaga, nei pressi della stazione di Matsumoto, da cui fu ricavato il nome iniziale della società, Yamaga Club. Nel 2004, fu rinominato Matsumoto Yamaga Football Club a seguito della creazione dell'organizzazione non-profit Alwin Sports Project, che avrebbe supportato il club con l'intento di farlo promuovere in J. League.
Nel 2007, la squadra vinse la Hokushin'etsu First Division, mentre nel 2008 finì al 4º posto: in entrambe le annate, però, mancò la promozione in Japan Football League poiché uscì prematuramente nella fase a gironi della All Japan Regional Football Promotion League Series contro altri campioni regionali. Nel 2008, inoltre, batté ai rigori lo Shonan Bellmare nel terzo turno della Coppa dell'Imperatore, ma fu successivamente sconfitto ed eliminato per 8-0 dal Vissel Kobe.
Nel 2009, pur concludendo il campionato regionale al 4º posto, conquistò la Shakaijin Cup, che consentì al club di qualificarsi nuovamente all'All Japan Regional Football Promotion League Series: in quell'occasione vinse il torneo, venendo pertanto promosso in Japan Football League. Realizzò, inoltre, un exploit in Coppa dell'Imperatore, eliminando al secondo turno gli Urawa Red Diamonds.
Dopo il 7º posto nel 2010, il Matsumoto Yamaga si classificò 4º in Japan Football League nel 2011, al termine di un torneo sconvolto dal terremoto di Sendai del 2011: tale risultato consentì la storica promozione in J. League Division 2.
Nel 2014, sotto la guida tecnica di Yasuharu Sorimachi, conquistò la promozione in J. League Division 1 per la prima volta nella sua storia, chiudendo la stagione al secondo posto in classifica. La permanenza in massima serie durò, tuttavia, appena un anno poiché nell'annata seguente concluse il campionato al 16º posto, retrocedendo nuovamente in seconda serie. Nel 2018, dopo l'innesto in rosa di ben quindici calciatori, vinse il campionato di J2 League. Anche in quest'occasione, però, il sogno di calcare i palcoscenici della massima divisione svanì al termine della stagione successiva, conclusasi ancora con una retrocessione. Nel 2021, la dirigenza rivoluzionò la squadra, lasciando partire diciassette giocatori: la mossa non sortì i frutti sperati poiché, chiuso il campionato in ventiduesima posizione, retrocesse ancora in J3 League. 

## Rivalità
La principale rivalità è quella contro il Nagano Parceiro. L'incontro tra le due compagini è denominato derby di Shinshū ed è molto sentito da ambo le parti.

## Stadio

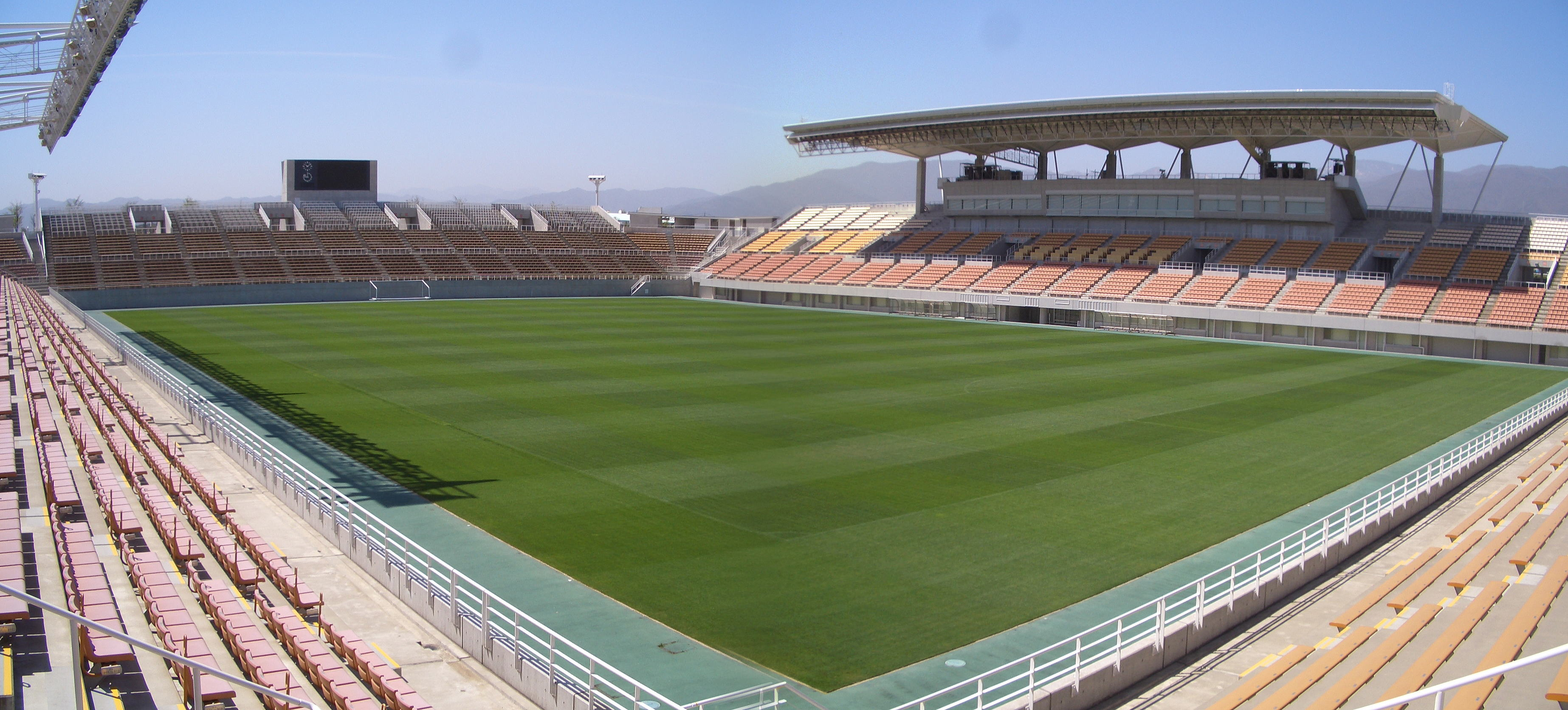
Matsumoto Stadium

L'impianto casalingo del Matsumoto Yamaga è il Matsumoto Stadium (popolarmente noto come Alwin), situato a Matsumoto, nell'area di Kambayashi. Lo stadio ha una capienza di 20.000 posti, di cui 16.000 a sedere e 4.000 in piedi.

## Palmarès

### Competizioni nazionali
- J2 League: 1

2018

### Altri piazzamenti
- J2 League:

Secondo posto: 2014

## Organico

### Rosa 2024
Rosa e numerazione aggiornate all'8 gennaio 2024.
| N. |                     | Ruolo | Calciatore        |
| -- | ------------------- | ----- | ----------------- |
| 1  | Giappone (bandiera) | P     | Issei Ōuchi       |
| 2  | Giappone (bandiera) | D     | Taiki Miyabe      |
| 4  | Giappone (bandiera) | D     | Shōhei Takahashi  |
| 5  | Giappone (bandiera) | D     | Masato Tokida     |
| 6  | Giappone (bandiera) | C     | Kazuma Yamaguchi  |
| 7  | Giappone (bandiera) | D     | Kazuaki Mawatari  |
| 8  | Giappone (bandiera) | C     | Shō Sumida        |
| 9  | Giappone (bandiera) | A     | Kazuma Takai      |
| 10 | Giappone (bandiera) | C     | Yūsuke Kikui      |
| 11 | Giappone (bandiera) | A     | Hayato Asakawa    |
| 13 | Giappone (bandiera) | D     | Yūya Hashiuchi    |
| 14 | Giappone (bandiera) | A     | Tsubasa Andō      |
| 15 | Giappone (bandiera) | C     | Kōsuke Yamamoto   |
| 16 | Giappone (bandiera) | P     | Tomohiko Murayama |
| 17 | Giappone (bandiera) | D     | Ryūhei Yamamoto   |

| N. |                     | Ruolo | Calciatore       |
| -- | ------------------- | ----- | ---------------- |
| 20 | Giappone (bandiera) | C     | Rio Maeda        |
| 21 | Spagna (bandiera)   | P     | Víctor Ibáñez    |
| 22 | Giappone (bandiera) | D     | Kazuaki Sasō     |
| 23 | Giappone (bandiera) | C     | Yūta Taki        |
| 27 | Giappone (bandiera) | D     | Jiyo Ninomiya    |
| 28 | Giappone (bandiera) | D     | Yūya Fujimoto    |
| 30 | Giappone (bandiera) | C     | Ryūji Kokubu     |
| 32 | Giappone (bandiera) | C     | Shūsuke Yonehara |
| 33 | Giappone (bandiera) | A     | Naoto Arai       |
| 35 | Giappone (bandiera) | P     | Shōma Kanda      |
| 40 | Giappone (bandiera) | D     | Daiki Higuchi    |
| 41 | Giappone (bandiera) | C     | Kaiga Murakoshi  |
| 44 | Giappone (bandiera) | D     | Takato Nonomura  |
| 46 | Giappone (bandiera) | C     | Reo Yasunaga     |
| 48 | Giappone (bandiera) | D     | Sō Fujitani      |

### Staff tecnico
Staff tecnico aggiornato all'8 gennaio 2024.
- Masahiro Shimoda - Allenatore
- Tomonobu Hayakawa - Viceallenatore
- Nozomu Katō - Assistente tecnico
- Kōhei Takeishi - Assistente tecnico
- Tetsurō Yoshimoto - Preparatore portieri
- Rui Kokubo - Preparatore fisico